# Ray Kellogg (Spezialeffektkünstler)
Edgar Ray Kellogg (* 15. November 1905 in Council Bluffs, Iowa; † 5. Juli 1976 in Ontario, Kalifornien) war ein US-amerikanischer Spezialist für visuelle Effekte, Kameramann und Filmregisseur.

## Leben
Edgar Ray Kellogg arbeitete von 1929 bis 1941 als Direktor für fotografische Spezialeffekte bei den Studios der Twentieth Century Fox in Kalifornien.
Während des Zweiten Weltkriegs trat Kellogg 1941 in die US Navy ein. Er diente in der von John Ford geleiteten „Field Photographic Branch“ der OSS. Kellogg war dort zuletzt Fregattenkapitän in der „War Crimes Unit“, deren Aufgabe die Dokumentation von Kriegsverbrechen war. 1945 war Kellogg an der Entstehung von George Stevens′ Dokumentarfilm Nazi-Konzentrationslager beteiligt, der die Gräueltaten der Nazis in den Konzentrationslagern zeigen sollte. Zu Beginn des Films lasen Stevens und Kellogg beglaubigte Erklärungen vor, dass das Bildmaterial des Dokumentarfilms in keiner Weise bearbeitet oder verändert wurde. Auf Basis von deutschem Archivmaterial erstellte Kellogg als Regisseur und Produzent den Dokumentarfilm Der Nazi-Plan, der im Nürnberger Prozess gegen die Hauptkriegsverbrecher als Beweismittel der Anklage aufgeführt wurde. Während des Prozesses drehte Kellogg gemeinsam mit Pare Lorentz und Stuart Schulberg den Dokumentarfilm Nuremberg, in dem die Nürnberger Prozesse filmisch dokumentiert wurden. An George Stevens′ Dokumentarfilm That Justice Be Done, einem der letzten von der OSS umgesetzten Filme, war Kellogg ebenfalls als Produzent beteiligt.
Nach dem Krieg arbeitete Kellogg an diversen Projekten, so unter anderem für John Ford am Western Westlich St. Louis. Ab Anfang der 1950er Jahre war er erneut für Twentieth Century Fox tätig, wo er als Assistent von Fred Sersen in der Abteilung für Spezialeffekte und Matte Painting wirkte.
Seine Spezialeffekte für das Kriegsdrama Inferno brachten der Twentieth Century Fox bei der Oscarverleihung 1955 eine Nominierung für den Oscar für die besten visuellen Effekte ein, wobei Kellogg allerdings nicht namentlich genannt wurde.
Ab Ende der 1950er Jahre ging Kellogg eine Partnerschaft mit dem Radiomacher und Kinobesitzer Gordon McLendon und dem Schauspieler und Produzenten Ken Curtis ein, die zusammen Low-Budget-Monsterfilme umsetzen wollten. Kellogg übernahm die Regie bei den beiden Filmen The Giant Gila Monster und Die Nacht der unheimlichen Bestien. 1960 übernahm Kellogg die Regie beim Tierfilm My Dog Buddy, für den er auch das Drehbuch geschrieben hatte. Bei diversen weiteren Filmproduktionen wirkte er als Regisseur der Second Unit, so unter anderem beim Monumentalfilm Cleopatra, John Fords Western Cheyenne, dem Western-Remake San Fernando oder dem Superhelden-Film Batman hält die Welt in Atem. Bei der Produktion der Fernsehserie Die Monroes übernahm Kellogg von 1966 bis 1967 die Funktion des Assistenten des Produzenten der Serie. Gemeinsam mit John Wayne verantwortete er 1968 die Regie des propagandistischen Kriegsfilms Die grünen Teufel, der sich trotz vernichtender Kritiken zu einem finanziellen Erfolg an den Kinokassen entwickelte.
Kellogg starb im Juli 1976 im Alter von 70 Jahren im kalifornischen Ontario.

## Filmografie
Visuelle Effekte
- 1949: Seemannslos (Down to the Sea in Ships)
- 1949: Sturmflug (Slattery’s Hurricane)
- 1950: Westlich St. Louis (Wagon Master)
- 1951: You’re in the Navy Now
- 1951: Vierzehn Stunden (Fourteen Hours)
- 1951: Der Tag, an dem die Erde stillstand (The Day the Earth Stood Still)
- 1951: Rommel, der Wüstenfuchs (The Desert Fox: The Story of Rommel)
- 1951: Der letzte Angriff (Fixed Bayonets!)
- 1952: Ein Fremder ruft an (Phone Call from a Stranger)
- 1952: Return of the Texan
- 1952: Der Fall Cicero (Five Fingers)
- 1952: Die Maske runter (Deadline – U.S.A.)
- 1952: Mit einem Lied im Herzen (With a Song in My Heart)
- 1952: Im Dutzend heiratsfähig (Belles on Their Toes)
- 1952: Schwarze Trommeln (Lydia Bailey)
- 1952: Kurier nach Triest (Diplomatic Courier)
- 1952: Wait Till the Sun Shines, Nellie
- 1952: Wir sind gar nicht verheiratet (We’re Not Married!)
- 1952: Lockruf der Wildnis (Lure of the Wilderness)
- 1952: Versuchung auf 809 (Don’t Bother to Knock)
- 1952: Casanova wider Willen (Dreamboat)
- 1952: What Price Glory
- 1952: Die Legion der Verdammten (Les Miserables)
- 1952: Liebling, ich werde jünger (Monkey Business)
- 1952: Schnee am Kilimandscharo (The Snows of Kilimanjaro)
- 1952: My Wife‘s Best Friend
- 1952: König der Gauchos (Way of a Gaucho)
- 1952: Something for the Birds
- 1952: Bloodhounds of Broadway
- 1952: My Pal Gus
- 1952: Der rote Reiter (Pony Soldier)
- 1952: Liebe, Pauken und Trompeten (Stars and Stripes Forever)
- 1952: Meine Cousine Rachel (My Cousin Rachel)
- 1952: The I Don’t Care Girl
- 1953: Niagara
- 1953: Taxi
- 1953: Götter ohne Maske (Tonight We Sing)
- 1953: Die silberne Peitsche (The Silver Whip)
- 1953: Im Reiche des goldenen Condor (Treasure of the Golden Condor)
- 1953: Madame macht Geschichte(n) (Call Me Madam)
- 1953: Durch die gelbe Hölle (Destination Gobi)
- 1953: Der Untergang der Titanic (Titanic)
- 1953: Die Wüstenratten (The Desert Rats)
- 1953: The Girl Next Door
- 1953: The Glory Brigade
- 1953: Gefährtin seines Lebens (The President’s Lady)
- 1953: Polizei greift ein (Pickup on South Street)
- 1953: Der neue Sheriff (Powder River)
- 1953: The Farmer Takes a Wife
- 1953: The Kid from Left Field
- 1953: Blondinen bevorzugt (Gentlemen Prefer Blondes)
- 1953: Weiße Frau am Kongo (White Witch Doctor)
- 1953: Verhängnisvolle Spuren (Inferno)
- 1953: A Blueprint for Murder
- 1953: Gefährliche Überfahrt (Dangerous Crossing)
- 1953: Mister Scoutmaster
- 1953: Vicki
- 1953: Die Geier von Carson City (City of Bad Men)
- 1953: Das Gewand (The Robe)
- 1953: Wie angelt man sich einen Millionär? (How to Marry a Millionaire)
- 1953: Das Höllenriff (Beneath the 12-Mile Reef)
- 1953: Der Hauptmann von Peshawar (King of the Khyber Rifles)
- 1954: Inferno (Hell and High Water)
- 1954: Prinz Eisenherz (Prince Valiant)
- 1954: Fluß ohne Wiederkehr (River of No Return)
- 1954: Die Gladiatoren (Demetrius and the Gladiators)
- 1954: Der Garten des Bösen (Garden of Evil)
- 1954: Die gebrochene Lanze (Broken Lance)
- 1954: Sinuhe, der Ägypter (The Egyptian)
- 1954: Die Welt gehört der Frau (Woman’s World)
- 1954: Die Spinne (Black Widow)
- 1954: Désirée
- 1954: Rhythmus im Blut (There’s No Business Like Show Business)
- 1955: König der Schauspieler (Prince of Players)
- 1955: Der Favorit (The Racers)
- 1955: Die Unbezähmbaren (Untamed)
- 1955: Ein Mann namens Peter (A Man Called Peter)
- 1955: Sensation am Sonnabend (Violent Saturday)
- 1955: Daddy Langbein (Daddy Long Legs)
- 1955: Treffpunkt Hongkong (Soldier of Fortune)
- 1955: Das verflixte 7. Jahr (The Seven Year Itch)
- 1955: Tokio-Story (House of Bamboo)
- 1955: How to Be Very, Very Popular
- 1955: Die jungfräuliche Königin (The Virgin Queen)
- 1955: Alle Herrlichkeit auf Erden (Love Is a Many-Splendored Thing)
- 1955: Die linke Hand Gottes (The Left Hand of God)
- 1955: Die sieben goldenen Städte (Seven Cities of Gold)
- 1955: Drei Rivalen (The Tall Men)
- 1955: Das Mädchen auf der Samtschaukel (The Girl in the Red Velvet Swing)
- 1955: Guten Morgen, Miss Fink (Good Morning, Miss Dove)
- 1955: Der große Regen (The Rains of Ranchipur)
- 1956: Meine Frau, der Leutnant (The Lieutenant Wore Skirts)
- 1956: Gefangene des Stroms (The Bottom of the Bottle)
- 1956: Karussell (Carousel)
- 1956: Testpiloten (On the Threshold of Space)
- 1956: Der Mann im grauen Flanell (The Man in the Gray Flannel Suit)
- 1956: Die Männer um Hilda Crane (Hilda Crane)
- 1956: Bungalow der Frauen (The Revolt of Mamie Stover)
- 1956: 23 Schritte zum Abgrund (23 Paces to Baker Street)
- 1956: Zwischen Himmel und Hölle (D-Day the Sixth of June)
- 1956: Die Furchtlosen (The Proud Ones)
- 1956: Der König und ich (The King and I)
- 1956: Mensch oder Teufel (Bigger Than Life)
- 1956: Bus Stop
- 1956: Der letzte Wagen (The Last Wagon)
- 1956: Feuertaufe (Between Heaven and Hell)
- 1956: Moderne Jugend (Teenage Rebel)
- 1956: Pulverdampf und heiße Lieder (Love Me Tender)
- 1956: The Girl Can’t Help It
- 1956: Die unsichtbare Front (Three Brave Men)
- 1957: Rächer der Enterbten (The True Story of Jesse James)
- 1957: Oh, Men! Oh, Women!
- 1957: Der Seemann und die Nonne (Heaven Knows, Mr. Allison)
- 1957: Der Knabe auf dem Delphin (Boy on a Dolphin)
- 1957: Die Spur zum Gold (The Way to the Gold)
- 1957: Eine Frau, die alles weiß (Desk Set)

Regisseur
- 1945: Der Nazi-Plan (The Nazi Plan, Dokumentarfilm)
- 1959: The Giant Gila Monster
- 1959: Die Nacht der unheimlichen Bestien (The Killer Shrews)
- 1960: My Dog Buddy
- 1966: Die Monroes (The Monroes, Fernsehserie, 1 Episode)
- 1968: Die grünen Teufel (The Green Berets)

Regisseur der Second Unit
- 1954: Sinuhe, der Ägypter (The Egyptian)
- 1958: South Pacific
- 1963: Cleopatra
- 1964: Cheyenne (Cheyenne Autumn)
- 1966: San Fernando (Stagecoach)
- 1966: Batman hält die Welt in Atem (Batman)
- 1966: Das Mondkalb (Way … Way Out)
- 1967: Chuka
- 1969: Das Schloß in den Ardennen (Castle Keep)
- 1970: Tora! Tora! Tora!
- 1972: Revengers (The Revengers)